# منطقه حفاظت‌شده سراج
منطقهٔ حفاظت‌شدهٔ سراج یک منطقهٔ حفاظت‌شده با مساحت ۵۱۸۹۷ هکتار است که در استان هرمزگان در ایران قرار دارد. این منطقهٔ حفاظت‌شده طبق مصوبهٔ شمارهٔ ۷۱۶ در تاریخ ۱۳۸۹/۹/۲۲ در فهرست مناطق تحت حفاظت سازمان محیط زیست ایران قرار گرفت.